# Didemnum diversum
Didemnum diversum är en sjöpungsart som beskrevs av Kott 2004. Didemnum diversum ingår i släktet Didemnum och familjen Didemnidae. Inga underarter finns listade i Catalogue of Life.